# Conchotomie
Die Conchotomie ist eine    Operation, die eine Verkleinerung der Nasenmuscheln (Conchae nasales) zum Ziel hat, um die Nasenatmung zu erleichtern.

## Methoden

### Streifenconchotomie
Sie wird auch Muschelkappung genannt. Bei der ursprünglichen Conchotomie, heute auch als Streifenconchotomie bezeichnet, wird von den untersten Nasenmuscheln auf jeder Seite an deren unterem Ende ein wenige Millimeter breiter Streifen von Schleimhaut mit einer langen Schere abgeschnitten. Meist müssen die Nasengänge für einige Tage tamponiert werden.

### Laserconchotomie
Da die Streifenconchotomie vergleichsweise blutig ist und im Allgemeinen nur in Narkose durchgeführt werden kann, wurden Alternativen entwickelt. Weit verbreitet ist das Verbrennen eines wenige Millimeter breiten Streifens an der Unterseite der untersten Muschel mit einem Diodenlaser. Diese Methode kann gut am wachen Patienten durchgeführt werden.

### Muschelkaustik
Andere Methoden beruhen darauf, dass in die Schleimhaut der Nasenmuscheln Elektroden eingeführt werden, durch die ein Hochfrequenzstrom geleitet wird (Hochfrequenz- oder Radiofrequenz-Chirurgie), die zu Verbrennungen in den tiefen Schichten der Schleimhaut führt. In den folgenden Tagen und Wochen kommt es dann zu Narbenbildung. Wenn sich die Narben zusammenziehen, werden auch die Nasenmuscheln kleiner.

## Risiken und Komplikationsmöglichkeiten
Es handelt sich insgesamt um einen sehr risikoarmen Eingriff. Die Nasenmuscheln dienen der Befeuchtung der Nase. Wird zu viel von den Muscheln entfernt, können sie ihrer Aufgabe nicht mehr nachgehen und die Nase kann eintrocknen (sogenannte Rhinitis sicca) (Empty Nose Syndrome). Im Extremfall setzt sie sich mit trockenen Krusten zu, die von Bakterien besiedelt werden, und es entsteht eine sogenannte Stinknase (Ozaena). Die Schleimhaut der Nasenmuscheln ist jedoch sehr regenerationsfähig. Bei modernen, schonenden Operationsmethoden und der richtigen Vorgehensweise ist die Ozaena eine sehr seltene Komplikation. Vielmehr besteht das Problem, dass häufig die Muschelschleimhaut nachwächst und schon nach wenigen Jahren der Effekt der Operation verloren ist. Die Operation kann im Prinzip beliebig oft wiederholt werden. Oft ist die Kombination mit einer Begradigung der Nasenscheidewand (Septumdeviation) sinnvoll und von längerer Wirkdauer.
Bei Störungen der Blutgerinnung, z. B. bei Einnahme von blutgerinnungshemmenden Medikamenten wie etwa Aspirin oder Marcumar, kann es zu massiven Blutungen/Nachblutungen kommen.
Bei aggressiver Streifenconchotomie können sich größere Schorfe bilden, die eine Nachbehandlung erfordern. Mitunter bilden sich Verwachsungen oder Narbenbildungen zwischen der operierten Muschel und der Nasenscheidewand mit Behinderung der Nasenatmung, die operativ gelöst werden müssen.